# 日本の灯台一覧
日本の灯台一覧（にほんのとうだいいちらん）では、日本にある灯台に関するページを列挙する。

## 都道府県別一覧
海上保安庁の管区と地方別の二通りで列挙する。海のない内陸県（栃木県、群馬県、埼玉県、山梨県、長野県、岐阜県、滋賀県、奈良県）には灯台は存在しない。
| - 第一管区海上保安本部 - 北海道の灯台一覧 - 第二管区海上保安本部 - 青森県の灯台一覧 - 岩手県の灯台一覧 - 宮城県の灯台一覧 - 秋田県の灯台一覧 - 山形県の灯台一覧 - 福島県の灯台一覧 - 第三管区海上保安本部 - 茨城県の灯台一覧 - 千葉県の灯台一覧 - 東京都の灯台一覧 - 神奈川県の灯台一覧 - 静岡県の灯台一覧 - 第四管区海上保安本部 - 愛知県の灯台一覧 - 三重県の灯台一覧 - 第五管区海上保安本部 - 和歌山県の灯台一覧 - 大阪府の灯台一覧 - 兵庫県の灯台一覧 - 徳島県の灯台一覧 - 高知県の灯台一覧 - 第六管区海上保安本部 - 岡山県の灯台一覧 - 広島県の灯台一覧 - 山口県の灯台一覧 - 香川県の灯台一覧 - 愛媛県の灯台一覧 - 第七管区海上保安本部 - 山口県の灯台一覧 - 福岡県の灯台一覧 - 佐賀県の灯台一覧 - 長崎県の灯台一覧 - 大分県の灯台一覧 - 第八管区海上保安本部 - 福井県の灯台一覧 - 京都府の灯台一覧 - 兵庫県の灯台一覧 - 鳥取県の灯台一覧 - 島根県の灯台一覧 - 第九管区海上保安本部 - 新潟県の灯台一覧 - 富山県の灯台一覧 - 石川県の灯台一覧 - 第十管区海上保安本部 - 宮崎県の灯台一覧 - 熊本県の灯台一覧 - 鹿児島県の灯台一覧 - 第十一管区海上保安本部 - 沖縄県の灯台一覧 |  | - 北海道の灯台一覧 - 青森県の灯台一覧 - 岩手県の灯台一覧 - 宮城県の灯台一覧 - 秋田県の灯台一覧 - 山形県の灯台一覧 - 福島県の灯台一覧 - 茨城県の灯台一覧 - 千葉県の灯台一覧 - 東京都の灯台一覧 - 神奈川県の灯台一覧 - 新潟県の灯台一覧 - 富山県の灯台一覧 - 石川県の灯台一覧 - 福井県の灯台一覧 - 静岡県の灯台一覧 - 愛知県の灯台一覧 - 三重県の灯台一覧 - 京都府の灯台一覧 - 大阪府の灯台一覧 - 兵庫県の灯台一覧 - 和歌山県の灯台一覧 - 鳥取県の灯台一覧 - 島根県の灯台一覧 - 岡山県の灯台一覧 - 広島県の灯台一覧 - 山口県の灯台一覧 - 徳島県の灯台一覧 - 香川県の灯台一覧 - 愛媛県の灯台一覧 - 高知県の灯台一覧 - 福岡県の灯台一覧 - 佐賀県の灯台一覧 - 長崎県の灯台一覧 - 熊本県の灯台一覧 - 大分県の灯台一覧 - 宮崎県の灯台一覧 - 鹿児島県の灯台一覧 - 沖縄県の灯台一覧 |